# David di Donatello de la meilleure bande originale étrangère
Le David di Donatello de la meilleure bande originale étrangère (David di Donatello per la migliore colonna musicale straniera) est une récompense cinéma tographique italienne décernée annuellement par l'Académie du cinéma italien, plus précisément par l’Ente (Association) David di Donatello. Distinction éphémère, elle fut remise en 1979 et 1980 avant de disparaître.

## Palmarès
- 1979 : Galt MacDermot pour Hair
- 1980 : Ralph Burns pour Folie Folie (Movie Movie)